# Mocinhos & Bandidos
Mocinhos & Bandidos é um fanzine brasileiro trimestral sobre western criado por Diamantino da Silva.
A primeira edição foi lançada em 10 de janeiro de 1986, com 20 páginas xerocadas e distribuídas apenas entre os membros do Clube dos Amigos do Western, grupo de fãs deste gênero de filmes fundado por Diamantino em 1977 e presidido por ele desde então. Aos poucos, outros fãs de western foram tomando conhecimento do fanzine, que foi aumentando sua tiragem e, a partir da edição 15, passou a ser publicado em formato de revista com impressão offset e cerca de 200 exemplares enviados para fãs no Brasil e correspondentes nos Estados Unidos, Canadá, Portugal, Uruguai e Nova Zelândia. A partir da 37ª edição, Mocinhos & Bandidos passou a ter capa colorida e miolo em papel couchê, alcançando uma tiragem de 1.500 exemplares e destaque no meio da imprensa alternativa.
Em 1999, Mocinhos & Bandidos ganhou o Prêmio Angelo Agostini de melhor fanzine.
Em 2011, Diamantino da Silva apresentou um programa de televisão chamado Mocinhos & Bandidos na ClicTV.